# 獅子、狐狸和驢子
《獅子、狐狸和驢子》是伊索寓言中一個著名的故事。

## 內容簡介
有日，獅子帶同狐狸和驢子去郊外打獵，很快便獵取到很多獵物。打獵完後，獅子叫驢子分配獵物，驢子把獵物平均分成三份，然後請獅子先選。獅子見狀勃然大怒，遂把驢子給吞了。接著，獅子叫狐狸分配獵物。狐狸只從獵物堆中取了幾隻鳥和一些老鼠，而羚羊、野豬等大動物都留給獅子。獅子讚嘆道：「你分得不錯嘛，誰教你的？」狐狸答：「我從驢子的下場中學到的。」

## 教訓意義
要以別人的不幸遭遇為鑑，以避免犯下同樣錯誤。
1. ↑  华星编著,影响中国的300则寓言故事  寓言一看通,内蒙古文化出版社,2008.11,第180页